# Sean Reynolds (giocatore di baseball)
Sean William Reynolds (Redondo Beach, 19 aprile 1998) è un giocatore di baseball statunitense, di ruolo lanciatore, che gioca per i San Diego Padres (MLB).